# Pôle Image de Liège
 (août 2013).
Le Pôle Image de Liège (PIL) est un cluster d'entreprises actives dans le secteur audiovisuel et plus spécialement dans le domaine du cinéma. Ouvert en 2006, le Pôle est établi dans une ancienne usine à tabac du quartier du Longdoz dans la ville belge de Liège. Faisant partie du complexe Médiacité, le cluster abrite, en plus d'entreprises offrant trainings et ateliers, 28 entreprises d'animation 2D et 3D, de cinématographie, de postproduction, de graphisme et de web design. Plusieurs films, séries télévisées et dessins animés belges et internationaux ont été partiellement ou entièrement tournés dans le Pôle Image . 

## Filmographie

### Long métrage de fiction
- Lady Chatterley (2006),
- Big City (2007),
- Nuits d'Arabie (2007),
- Eldorado (2008),
- Élève libre (2008),
- Formidable (2008),
- Home (2008),
- JCVD (2008),
- La Cantante de Tango (2008),
- Le Premier venu (2008),
- Masangeles (2008),
- Nowhere Man (2008),
- Où est la main de l'homme sans tête (2008),
- Pour un fils (2008),
- Rondo (2008),
- Carré blanc (2009),
- J'ai oublié de te dire (2009),
- Krach (2009),
- Les Barons (2009),
- Ne te retourne pas (2009),
- Sans rancune ! (2009),
- HH, Hitler à Hollywood (2009),
- Illegal (2010),
- La Meute (2010),
- Les Yeux de sa mère (2010),
- Libre échange (2010),
- L'autre monde (2010),
- Bye Bye Blondie (2011),
- Dead Man Talking (2011),
- Largo Winch 2 (2011),
- Le Cochon de Gaza (2011),
- My Way (2012),
- Hors les murs (2012)

### Téléfilm de fiction
- L'Empereur du goût (2008)
- Bonne année quand même ! (2006)

### Documentaires
- Les Bureaux de Dieu (2008),
- Katanga Business (2009),
- Les Hommes du Président, 180 jours pour convaincre (2009),
- Fragonard, Le Mystère des Ecorchés (2010)

### Films d'animation
- La Véritable Histoire du chat botté (2008)
- Max et Co (2008)
- Bob et Bobette : Les Diables du Texas (2009)
- Le Magasin des suicides (2012)
- The Congress (2013)

### Séries d'animation
- Les Wallies (2010)
- Minuscule – Saison 2 (2011)
- The Gees (2011)[2].

## Entreprises

### Cinema et Audiovisuel
Barco, Cinéfinance, Clap !, dcinex, Eye–Lite, Iris Finance Services, Memnon, Mikros Image Liège, Nozon, Signal Flow, Sonicpil, TSF.be, Cluster Twist, Waooh !, Wip

### CrossMedia et Creative Design
Aftertouch, Connect–On, Cynaptek, Defimedia, Bureau d'études Jacques Fryns, See & Touch, Studiomilo, Screenity, Tapptic, Yaka Faire, Eunoia Studio

### Formation et recrutement
ACA, Anthe, Technifutur